# Переброды (Ровненская область)
Переброды (укр. Переброди) — село, входит в состав Милячской сельской общины Сарненского района Ровненской области Украины.
Население по переписи 2001 года составляло 1523 человека. Почтовый индекс — 34130. Телефонный код — 3658. Код КОАТУУ — 5621886401.

### История
По непроверенным данным первое упоминание села датируется 1577 годом. Некоторые польские историки вспоминают о битве под Перебродами в XVII веке. До 1939 г. считалось белорусским селом, а жители в метрических документах значились белорусами по национальности.

### Церковь
Церковь в с. Переброды построена в начале XX века (приблизительно 1903 г.), усилиями жителей села, а также соседями из с. Ольманы (Белоруссия), которое вместе с Перебродами составляли один приход. Жители деревни Переброды в своё время помогали пожертвованиями на строительство храма в с. Ольманы, именно там проживал священник. Церковь в с. Переброды была освящена в честь Св. Троицы, поэтому и носила название «Свято-Троицкой».
На приходе имелась часовня в честь преп. Параскевы Сербской. Часовня стоит и по сей день, находится на кладбище в центре села.
В советское время богослужения в храме не проводились, требы исполнял заезжий священник из тех же Ольман. Через некоторое время храм обветшал и стал протекать, создалась аварийная обстановка. Это стало поводом к закрытию храма. Утварь церковную конфисковали, а в конце 70-х гг. храм и вовсе был развален, при молчаливом согласии народа.
Возрождение нового храма пришлось на 90-е гг. XX в. С благословения местного архиерея в короткие сроки, на старом месте (в центре села) была возведена новая деревянная церковь, которая стоит и по сей день. Церковь была освящена в честь прп. Параскевы Сербской (по просьбе прихожанки, по инициативе которой и начали возводить новый храм) в 1993 году, протоиереем Феодором Деркачем. Впоследствии, когда стало известным, что старая церковь была Троицкой, документы были переделаны и историческая истина была восстановлена — храму возвращено имя Св. Троицы.
На данный момент в церкви служит постоянный настоятель — иерей Олег Парипа. Ведётся активная работа по восстановлению приходской жизни.

## Местная власть
34130, Ровненская обл., Сарненский р-н, с. Миляч, ул. Школьная, 283.